# Álvaro Sáenz de Heredia
Álvaro Sáenz de Heredia (Madrid, 1942) és un director de cinema espanyol.
Va néixer el 1942 a Madrid. És de família de cineastes. Va estudiar Dret i Màrqueting, però es va decantar per l'audiovisual. Durant molts anys va treballar de publicista.
Es troba emparentat amb el dictador Primo de Rivera, sent el seu nebot segon i havent-me retut homenatge a la seva figura en un dels seus últims treballs, el musical "La Princesa Roja".
El 1982 va fundar Producciones A.S.H. Films, S.A.
Es tracta d'un director amb un vessant polifacètic que abasta des de la producció fins a la realització de guions de cinema. Va començar la seva activitat de molt jove creant una productora de cinema publicitari.
Generalment és guionista de les seves pel·lícules i confessa que el moment creatiu que més gaudeix de tot el procés és quan dibuixa el story board del film que després portarà a la pantalla gran.
La seva sèrie de televisió més coneguda és Ana y los siete amb Ana Obregón. Ha estat membre de l'Acadèmia de les Arts i les Ciències Cinematogràfiques d'Espanya, se'n va donar de baixa el 2004 arran de la polèmica en la cerimònia de l'entrega dels Premis Goya davant la polèmica pel rebuig de l'Associació de Víctimes del Terrorisme per la nominació d' Euskal pilota. Larrua harriaren kontra de Julio Medem. El 2005 fou nominat a tres Premis Godoy 2005 (pitjor pel·lícula, director i guió) per R2 y el caso del cadáver sin cabeza.

## Filmografia
Com a director
- Fredy el croupier (1982)
- La hoz y el Martínez (1984)
- Policía (1987)
- Aquí huele a muerto... (¡Pues yo no he sido!) (1990)
- El robobo de la jojoya (1992)
- Chechu y familia (1992)
- Una chica entre un millón (1993)
- Aquí llega Condemor, el pecador de la pradera (1996)
- Brácula: Condemor II (1997)
- Papá Piquillo (1998)
- Corazón de bombón (2000)
- Esta noche, no (2001)
- Ana y los siete (2002), Jaime Botella
- R2 y el caso del cadáver sin cabeza (2005)
- La venganza de Ira Vamp (2010)

Com a productor
- Aquí llega Condemor, el pecador de la pradera (1996)
- Corazón de bombón (2000)
- R2 y el caso del cadáver sin cabeza (2005)

Com a guionista
- La Hoz y el Martínez (1984)
- Aquí llega Condemor, el pecador de la pradera (1996)
- Brácula. Condemor II (1997)
- No esta noche (2001)
- R2 y el caso del cadáver sin cabeza (2005)

com a assistent de direcció
- Universidades laborales - A (1962)
- Universidades laborales - B (1962)
- Han robado una estrella (1963)
- Le tardone (1964)

Com a actor
- Cuartelazo (1961)